# Gustavo Tutuca
Gustavo Reis Ferreira, mais conhecido como Gustavo Tutuca, (Piraí, 13 de junho de 1979) é um analista de sistemas e político brasileiro, filiado ao Progressistas. É filho do ex-vereador e ex-prefeito de Piraí, Arthur Henrique Gonçalves Ferreira. Atualmente, Gustavo Tutuca está no seu terceiro mandato como deputado estadual do Rio de Janeiro, tendo já atuado como secretário estadual de Ciência, Tecnologia, Inovação e Desenvolvimento Social (SECTI) em três ocasiões (2013, 2015 e 2017).
Tutuca iniciou sua carreira política como secretário municipal de Governo e Esporte na Prefeitura de Piraí de 2005 a 2010. Concorreu pela primeira vez a deputado estadual nas eleições de 2006, mas não foi eleito. Concorreu novamente em 2010 e foi eleito deputado estadual pelo PSB com 44.015 votos, sendo reeleito em 2014 (PMDB, 64.248 votos) e 2018 (MDB, 49.952). 
Durante sua trajetória política, criou o programa Startup Rio. Foi também coordenador-geral do projeto Piraí Digital, durante sua passagem na Secretaria Municipal de Governo e Esporte de Piraí.

## Carreira Política

### Secretário Municipal de Governo e Esporte na Prefeitura de Piraí (2005-2009)
Gustavo Tutuca iniciou sua carreira política em 2005, quando foi indicado para ocupar o cargo de secretário de Governo e Esporte na Prefeitura de Piraí. Nesse cargo, foi um dos responsáveis pelo projeto Piraí Digital.
O projeto buscou desenvolver uma rede para trazer empresas de tecnologia para a região e melhorar a comunicação na cidade. Levou o município a receber o prêmio Top Seven Intelligent Communities, que contempla as 7 cidades mais inteligentes do mundo, em 2005; e a ser incluída na lista das 40 cidades-modelo do Brasil, em levantamento realizado pela revista Veja.
Tutuca concorreu pela primeira vez ao cargo de deputado estadual do Rio de Janeiro como candidato pelo Partido da Mobilização Nacional (PMN) nas eleições de 2006, obtendo 24.003 votos, não sendo eleito.

### 10ª Legislatura da ALERJ (2010-2014)
Nas eleições de 2010, Gustavo Tutuca foi novamente candidato ao cargo de deputado estadual, dessa vez pelo Partido Socialista Brasileiro (PSB), sendo eleito com 44.015 votos.
Em janeiro de 2013, assumiu a Secretaria Estadual de Ciência e Tecnologia. Esteve na inauguração do projeto que lançou o primeiro curso superior gratuito na cidade de Barra Mansa.

### 11ª Legislatura da ALERJ (2015-2018)
Tutuca foi reeleito deputado estadual nas eleições de 2014, pelo Partido do Movimento Democrático Brasileiro (PMDB), com 64.248 votos.
Tendo saído da Secretaria de Ciência e Tecnologia em 2014 para disputar as eleições para deputado estadual, retornou à secretaria em 2015, durante o governo de Pezão, quando o Estado passou pela crise financeira, atrasando o pagamento dos funcionários da FAETEC. Foi exonerado e substituído à frente da pasta por Pedro Fernandes Neto. No dia 20 de fevereiro de 2017, foi um dos 41 deputados estaduais a votar a favor da privatização da CEDAE. Em agosto de 2017, reassumiu a secretaria pela terceira vez.
Em 17 de novembro de 2017, se licenciou da secretaria para votar a favor da revogação da prisão dos deputados Jorge Picciani, Paulo Melo e Edson Albertassi, denunciados na Operação Cadeia Velha, acusados de integrar esquema criminoso que contava com a participação de agentes públicos dos poderes Executivo e do Legislativo, inclusive do Tribunal de Contas, e de grandes empresários da construção civil e do setor de transporte. Doze dias depois, Luiz Fernando Pezão o nomeou líder do governo na ALERJ. Na mesma época, foi presidente da Comissão de Orçamento.
Tutuca responde a um processo por seu período como secretário de Ciência e Tecnologia, no qual é acusado de omissão dolosa por não responder a perguntas de procuradores em uma investigação relativa à possível acumulação indevida por um servidor da FAETEC.

### 12ª Legislatura da ALERJ (2019-atualidade)
Nas eleições de 2018, Tutuca foi reeleito pela terceira vez como deputado estadual pelo mesmo partido, o atual Movimento Democrático Brasileiro (MDB), com 49.952 votos. Após o pleito, foi multado pelo TRE-RJ por conduta vedada ao agente público, ao associar sua candidatura ao Projeto Novo Olhar, da Fundação Leão XIII, pertencente ao governo estadual.
Propôs um projeto de lei alterando a repartição do ICMS para beneficiar municípios que fomentam o turismo. Também participou de projeto junto ao Departamento Estadual de Estradas e Rodagens (DER-RJ) que resultou em obras de asfaltamento em Barra Mansa. Buscou a criação de incentivos para atrair indústrias do setor metalmecânico para o estado do Rio de Janeiro.
Em novembro de 2020, foi nomeado secretário estadual de Turismo pelo governador Cláudio Castro. Deixou o cargo em abril de 2022 para concorrer às eleições, sendo substituído por Sávio Neves.